# 米澤正
米澤 正（よねざわ せい、1975年8月 - ）は、日本の薬学者（薬物送達学・脂質生化学）。学位は、博士（薬学）（静岡県立大学・2007年）。静岡県立大学薬学部講師・大学院薬学研究院講師。
国立国際医療センター研究所臨床薬理研究部流動研究員、岩手医科大学薬学部助手、岩手医科大学薬学部助教などを歴任。

## 概要
専門は、薬物送達学・脂質生化学。ドラッグデリバリーシステムによる疾患の診断を研究。国立国際医療センター、岩手医科大学、静岡県立大学に勤務した。

## 来歴

### 生い立ち
1975年（昭和50年）8月生まれ。静岡県立大学に進学、薬学部製薬学科にて学び。2002年（平成14年）3月、同大学卒業にともない、学士の学位を取得。そのまま静岡県立大学大学院に進学、薬学研究科にて学んだ。大学院在学中に博士論文「Development of novel chemotherapy for pancreatic cancer—usefulness of antineovascular therapy against a hypovascular tumor」 を執筆、2007年（平成19年）3月、静岡県立大学大学院博士課程修了にともない、3月23日付で博士（薬学）の学位を取得。

### 薬学者として
大学院修了後、2007年（平成19年）4月に厚生労働省の施設等機関である国立国際医療センターに採用され、研究所の臨床薬理研究部にて流動研究員を務めた。
2008年（平成20年）4月、岩手医科大学薬学部助手に就任。なお、2009年（平成21年）4月、職位が薬学部助教になった。
2019年（平成31年）1月、母校・静岡県立大学に転じ、薬学部講師に就任、主として薬学科の講義を担当、医薬生命化学分野を受け持った。同時に、静岡県立大学大学院薬学研究院講師を兼務、主として薬食生命科学総合学府の講義を担当、医薬生命化学教室を受け持った。

## 研究
専門は薬学。薬物送達学や脂質生化学を研究する。具体的には、ナノドラッグデリバリーシステムを研究、疾患の診断や治療への応用を図った。また、腎臓や悪性新生物に着目、その脂質の代謝も研究した。さらに、核内受容体のリガンドによる疾患の治療も研究した。
これまでの業績が評価され、2003年（平成15年）、放出制御学会に参加する旅費が助成された。
日本薬学会、脂質生化学会などに所属。

## 略歴
- 1975年 - 誕生[4]。
- 2002年 - 静岡県立大学薬学部卒業[5]。
- 2007年 - 静岡県立大学大学院薬学研究科博士課程修了[5]。
- 2007年 - 国立国際医療センター研究所臨床薬理研究部流動研究員[3]。
- 2008年 - 岩手医科大学薬学部助手[3]。
- 2009年 - 岩手医科大学薬学部助教[3]。
- 2019年 - 静岡県立大学薬学部講師[3]。
- 2019年 - 静岡県立大学大学院薬学研究院講師。

## 著作

### 寄稿、分担執筆、等
- Sei Yonezawa, Tomohiro Asai and Naoto Oku, "Dorsal Air Sac Model", Angiogenesis Assays -- A Critical Appraisal of Current Techniques, Carolyn A. Staton, Claire Lewis and Roy Bicknell (ed.), John Wiley & Sons, 2006. ISBN 9780470016008

### 註釈
1. ↑  国立国際医療センターは、2010年に独立行政法人国立国際医療研究センターに改組された。
2. ↑  静岡県立大学は、2007年に静岡県から静岡県公立大学法人に移管された。
3. ↑  静岡県立大学大学院薬学研究科は、生活健康科学研究科と統合され、2012年に薬学研究院、食品栄養環境科学研究院、薬食生命科学総合学府に再編された。

## 関連人物
- 浅井知浩
- 奥直人
- 小出裕之